# Huis Schwarzenberg

Vorsten van Schwarzenberg

Schwarzenberg is een hoog adellijk geslacht afkomstig uit Franken, dat uitgebreide bezittingen had in Duitsland, Tsjechië en Oostenrijk.

## Geschiedenis
Het geslacht is afkomstig van Seinsheim in Neder-Franken en bekend sinds 1172. 

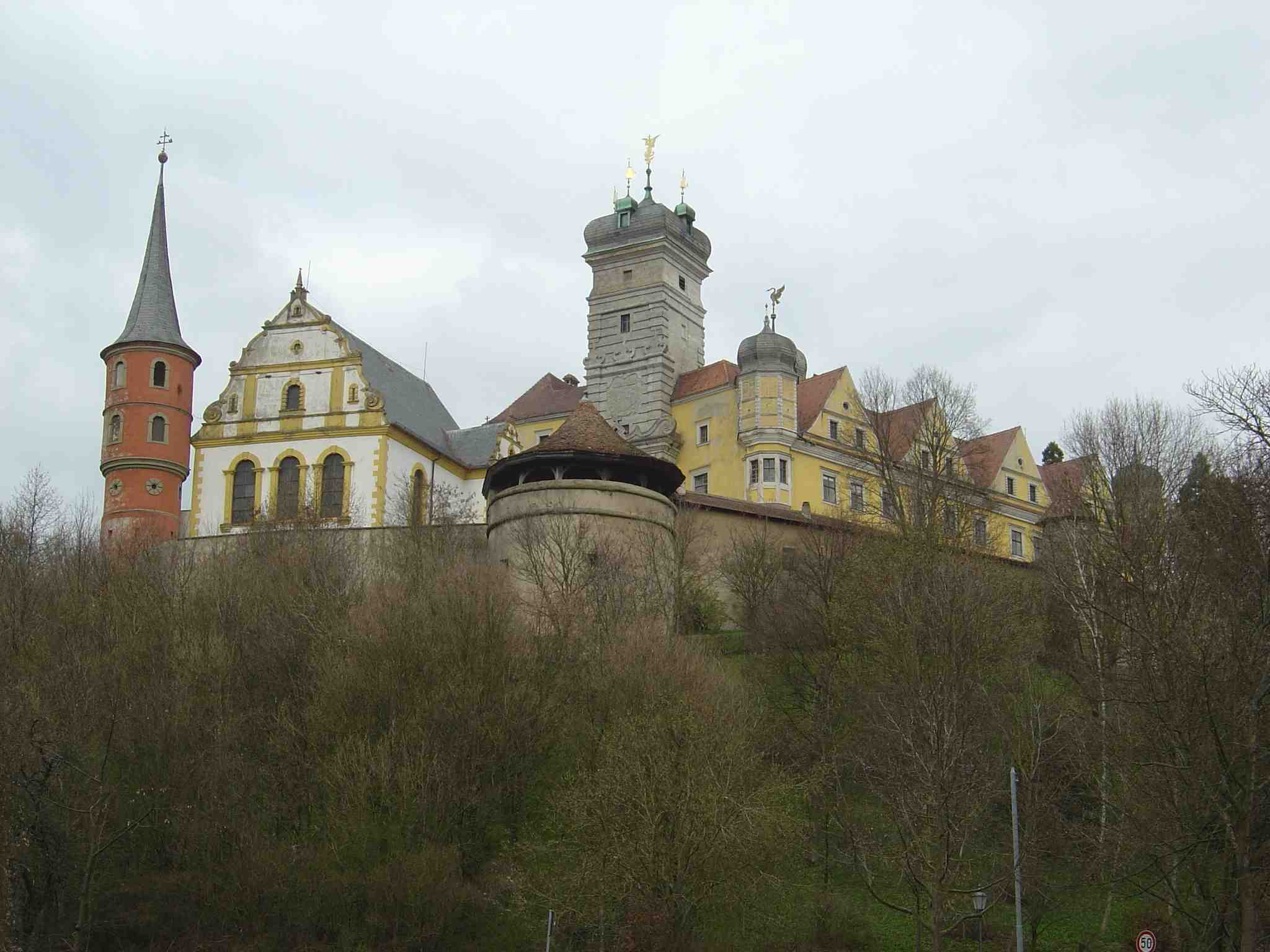
Burcht Schwarzenberg, Neder-Franken

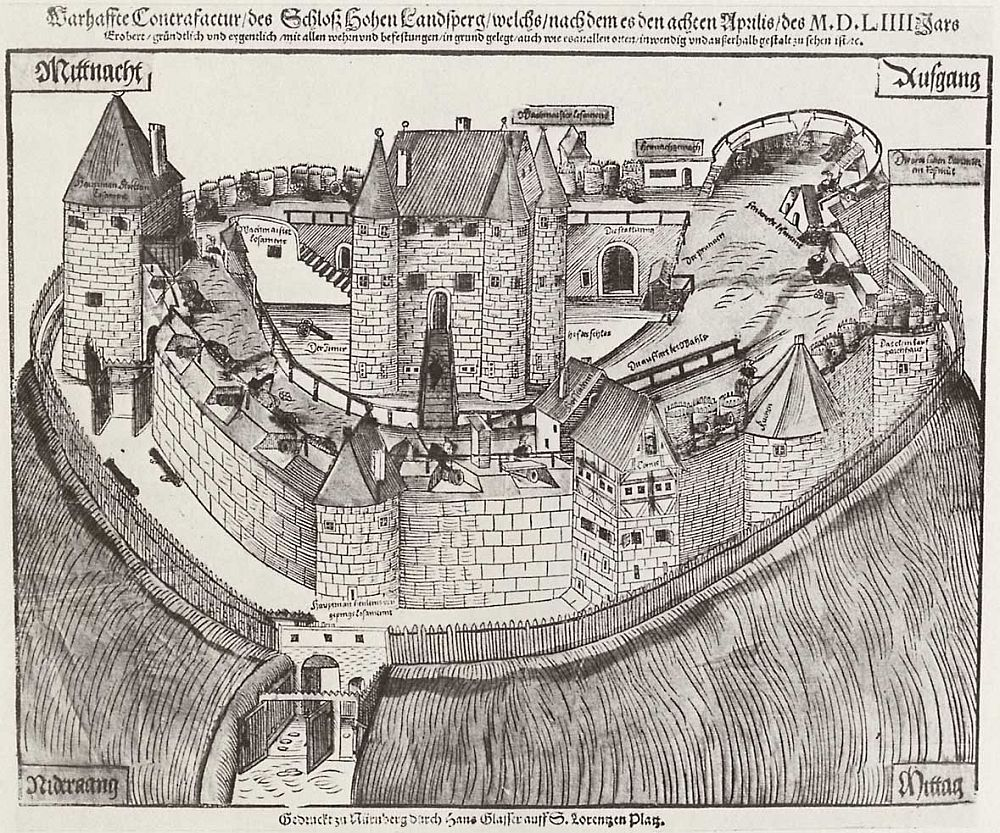
Burcht Hohenlandsberg, Neder-Franken

In 1405/21 werd de heerlijkheid Schwarzenberg in Neder-Franken verworven en 1435 Hohenlandsberg.
In 1429 werden de leden van het geslacht tot rijksvrijheer verheven. In 1550 kwam door het huwelijk van Willem van Schwarzenberg met Anna van Harff de heerlijkheid Gimborn-Neustadt in het bezit van de familie. Op 5 juni 1599 werd Willem tot rijksgraaf verheven, dit uit dank voor zijn verdiensten in de oorlog tegen de Turken. 
In de Dertigjarige Oorlog verloor graaf Adam het vertrouwen van de keurvorst van Brandenburg wegens zijn pro-Oostenrijkse houding en hij eindigde zijn leven in 1641 als gevangene in Spandau. Zijn zoon Johan Adolf vluchtte naar Wenen. Op 14 juli 1670 volgde de verheffing tot rijksvorst voor de eerstgeborene.
Ten gevolge van het huwelijk van graaf Ferdinand van Schwarzenberg met Maria Anna van Sulz op 21 mei 1674 werd op 8 februari 1688 het landgraafschap in de Klettgau verworven. Op 20 juli 1698 werd het landgraafschap Klettgau verheven tot vorstelijk landgraafschap. Sinds 30 november 1696 hadden de vorsten een stem en een zetel op de vorstenbank van de Zwabische Kreits. Op 8 december 1746 werd de vorstentitel aan alle leden van de familie toegekend. 
In 1719 werd het hertogdom Krumau (Krumlov) in Bohemen geërfd van de weduwe van de laatste vorst van Eggenberg. Op 28 september 1723 werd de titel hertog van Krumau door de keizer verleend.
In 1782 verkocht de graaf van Schwarzenberg de heerlijkheid Gimborn-Neustadt aan de Britse en Hannoverse generaal Johan Lodewijk, graaf van Wallmoden, een onwettige zoon van koning George II van Groot-Brittannië. In 1788 werd de heerlijkheid Illereichen en in 1789 de heerlijkheid Kellmünz verworven. Beide heerlijkheden waren rijksvrij en lagen in de Zwabische Kreits.
Artikel 24 van de Rijnbondakte van 12 juli 1806 stelde het vorstendom Schwarzenberg onder de soevereiniteit van het koninkrijk Baden en het landgraafschap Klettgau onder de soevereiniteit van het groothertogdom Baden: de mediatisering.

## Baron van Schwarzenberg
- 1420–1437: Erkinger I, koopt 1435 Hohenlandsberg
- 1437–1469: Michael II
- 1469–1499: Michael III
- 1499–1510: Erkinger II
- 1510–1526: Willem I
- 1526–1557: Willem II
- 1557–1599: Adolf, werd graaf in 1599

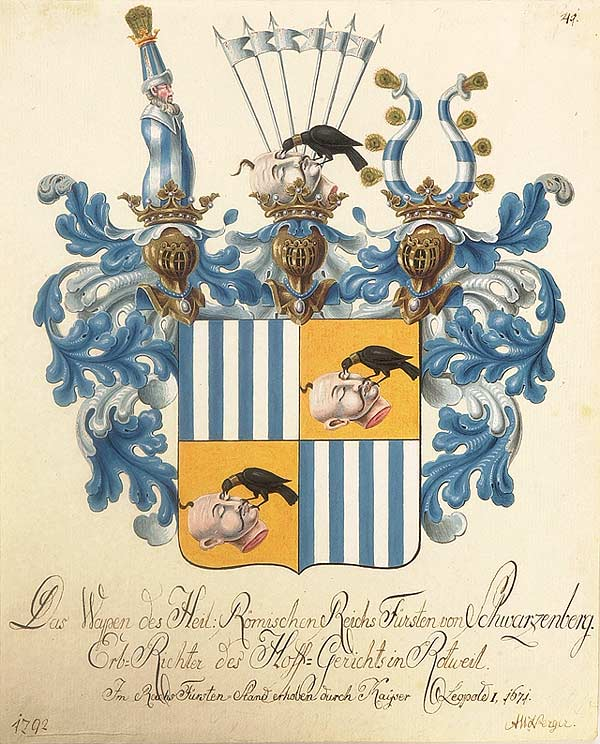
Graven van Schwarzenberg

## Graven van Schwarzenberg
- 1599–1600: Adolf
- 1600–1641: Adam I
- 1641–1670: Johan Adolf I, werd vorstelijk graaf of rijksgraaf

## Vorsten van Schwarzenberg
- 1670–1683: Johan Adolf I
- 1683–1703: Ferdinand Willem Eusebius
- 1703–1732: Adam II Frans Karel
- 1732–1782: Jozef I Adam
- 1782–1789: Johan II
- 1789–1833: Jozef II
- 1833–1888: Johan Adolf II
- 1888–1914: Adolf Jozef
- 1914–1918: Johan II

## Hoofd van het huis Schwarzenberg
- 1918–1938: Johann II
- 1938–1950: Adolf, adopteerde zijn neef Joseph
- 1950–1979: Joseph III
- 1979–2023 Karel Schwarzenberg, voormalig minister van Buitenlandse Zaken van Tsjechië

## Andere personen
- Melchior van Schwarzenberg, gouverneur van Maastricht, gesneuveld bij het Beleg van Maastricht (1579)
- Felix zu Schwarzenberg, een Oostenrijkse politicus en diplomaat
- Karl Philipp zu Schwarzenberg, een Oostenrijkse veldmaarschalk
- Karl Philipp Borromäus zu Schwarzenberg, Oostenrijks veldmaarschalk en gouverneur van Zevenburgen

## Bezittingen (selectie)

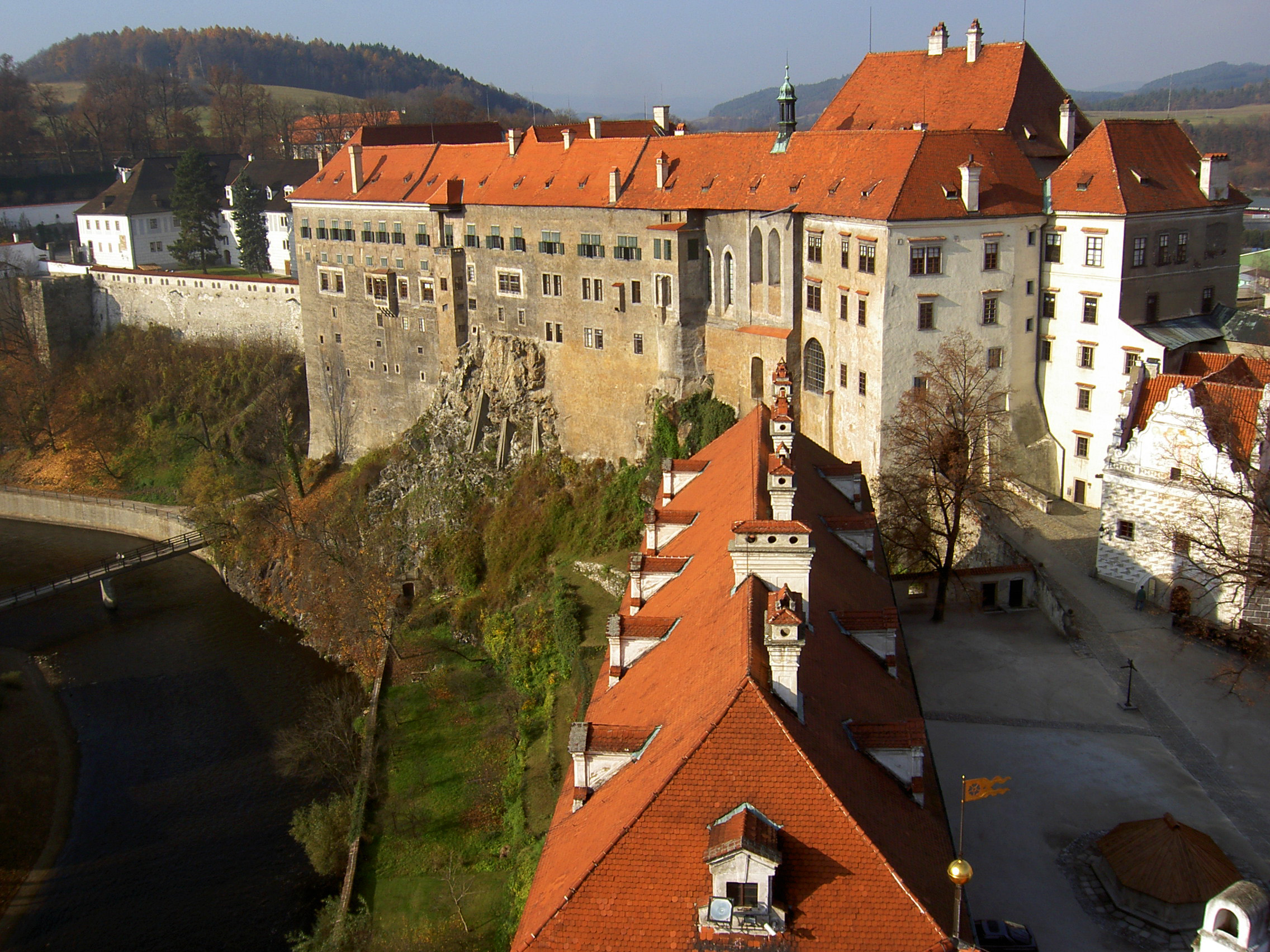
Kasteel van Český Krumlov
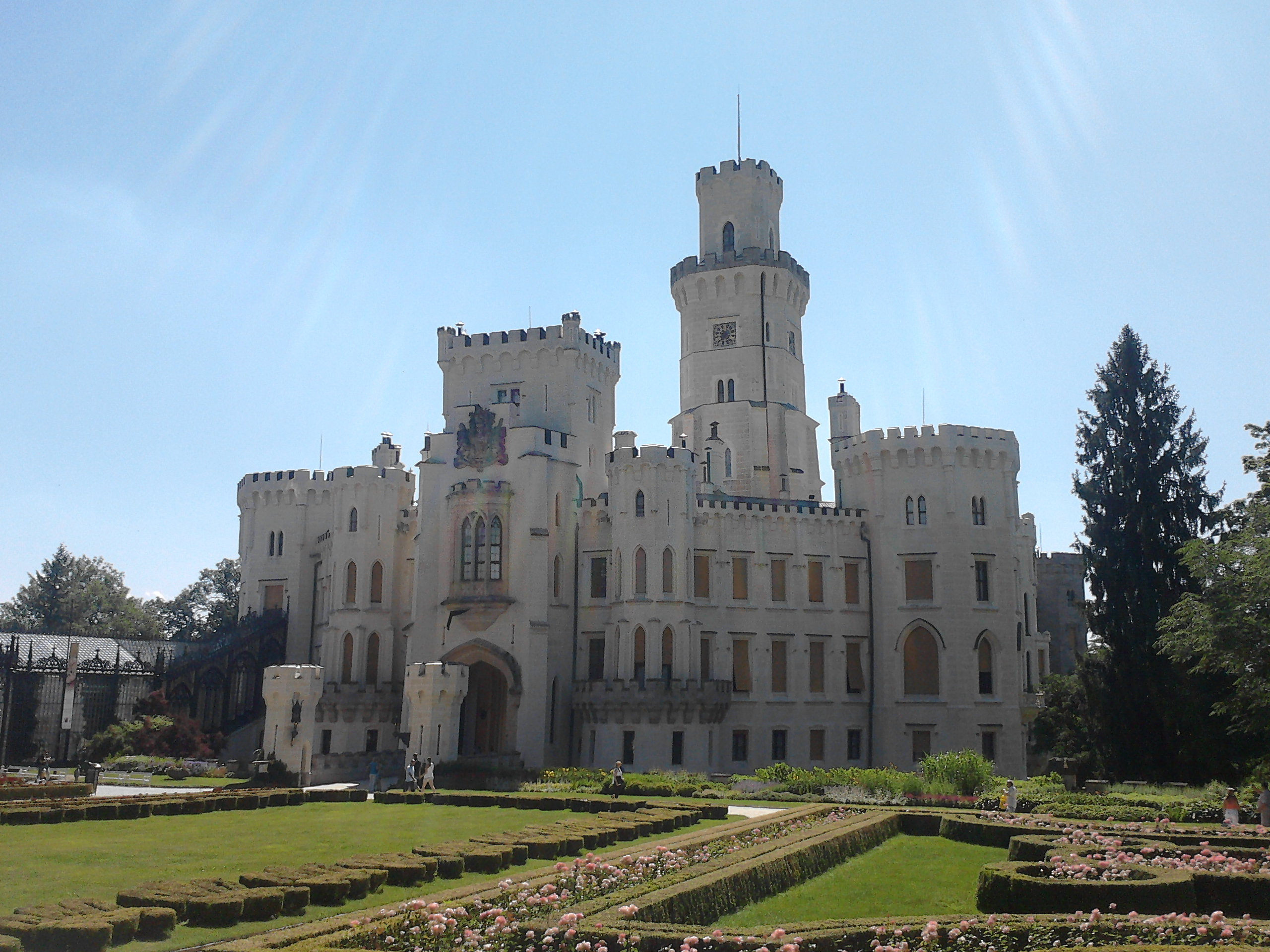
Kasteel Hluboká (Frauenberg)
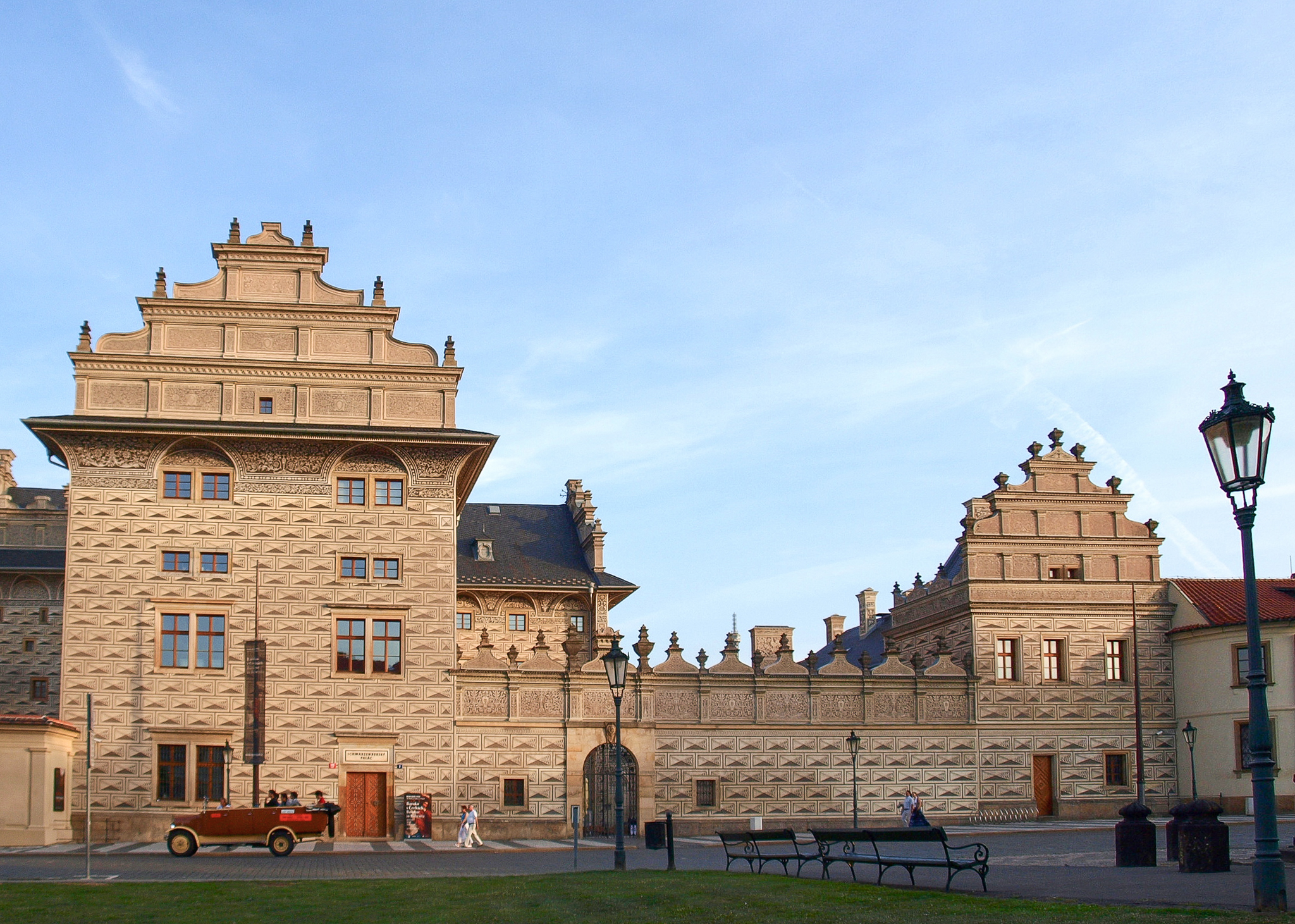
Paleis Schwarzenberg, Praag
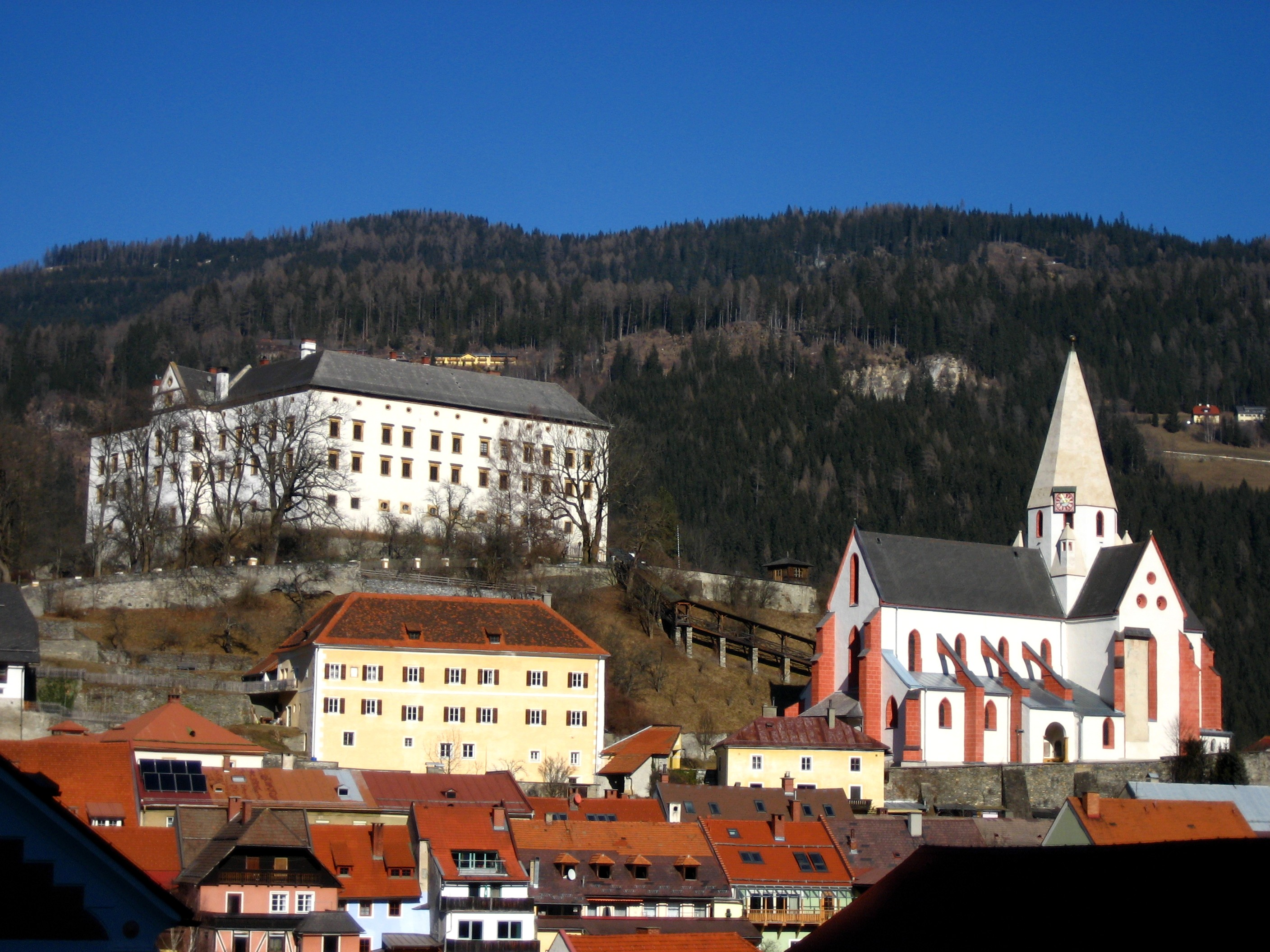
Slot Murau, Stiermarken
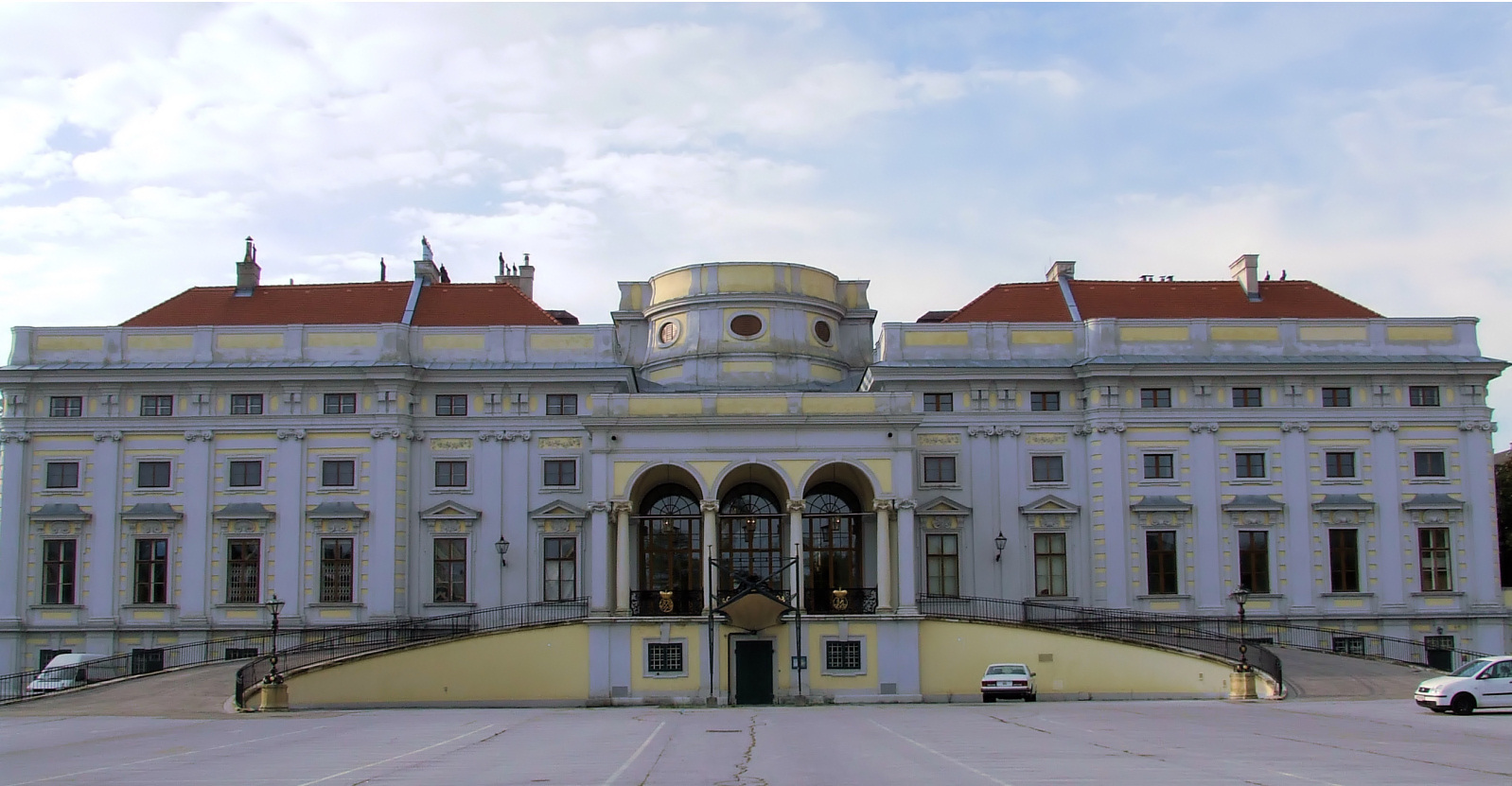
Paleis Schwarzenberg, Wenen
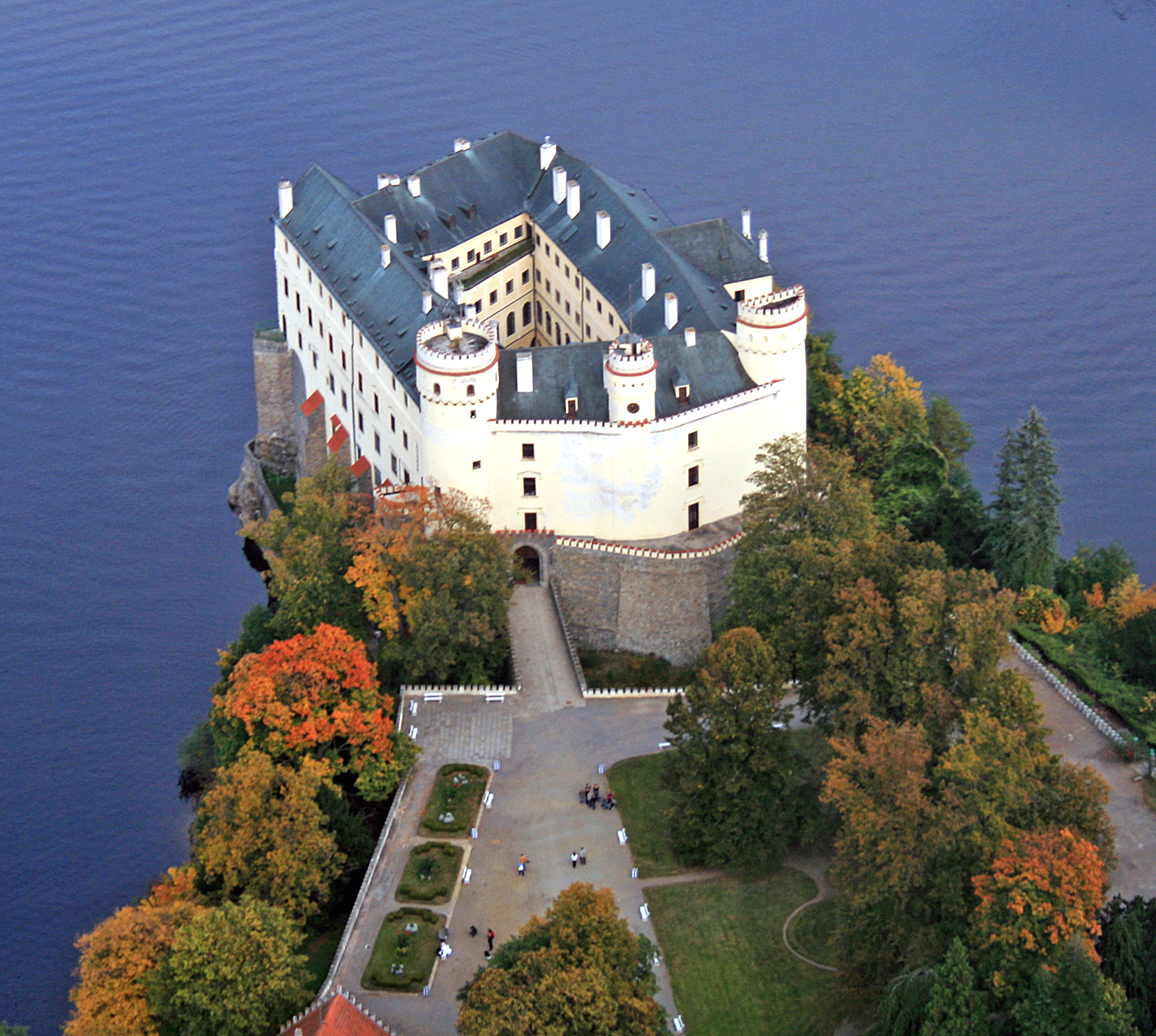
Burcht Orlík nad Vltavou
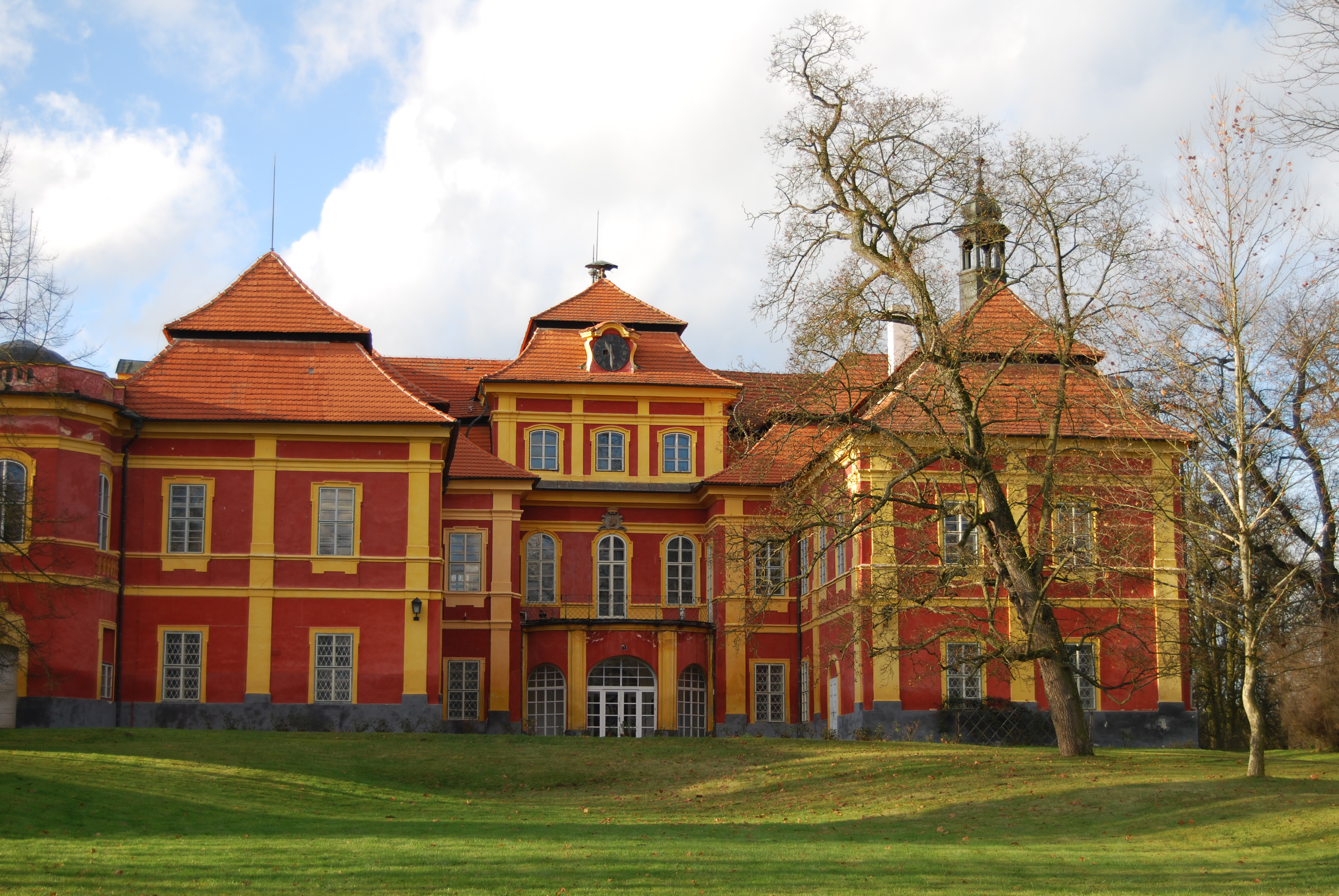
Slot Čimelice